# ديوان المصادرات
ديوان المصادرات ديوان لحفظ أسماء من صودرَت أملاكهم، ففي خلافة أبي العباس السفاح، جُمعَت الدواوين في دفاتر وسجلات بدلًا من كونها صحفًا مبعثرة، لحفظها من الضياع، ولما صادر أبو العباس السفاح أملاك الدولة الأموية، أنشأ ديوانًا خاصًّا لإدارتها بسبب كثرتها، وقيل إنه في عهد أبي جعفر المنصور، أُنشئ ديوان خاص لحفظ أسماء من صودرَت أمواله.